# Dirty protest
La Dirty Protest (en català protesta de la brutícia) també anomenada la protesta del rebuig a rentar-se, és una de les maneres de manifestar-se utilitzada durant cinc anys pels presoners de l'IRA Provisional (PIRA) i Irish National Liberation Army (INLA), tancats a la Presó del Maze i a la presó per a dones d'Armagh durant el conflicte nord-irlandès.

## Context
Els condemnats procedents de les organitzacions paramilitars són tractats a Irlanda del Nord com a criminals ordinaris fins al juliol de 1972. Aleshores, s'introdueix una nova categoria després d'una vaga de fam practicada per quaranta presoners de l'IRA, liderats pel republicà Billy Mckee. La introducció d'aquesta categoria especial significa per als presoners que han de ser tractats de la mateixa manera que els presoners de guerra com per exemple ja no tenir l'obligació de portar l'uniforme de la presó o ja no estar obligats a treballar a la presó.
En 1976, com a part de la seva política de "criminalització", el Govern Britànic va posar fi a aquest tractament diferenciat (Special Category Status). La nova política no afectava els presos que ja en gaudien, sinó solament els condemnats a partir de l'1 de març de 1976. La fi de l'Special Category Status era una seriosa amenaça a l'autoritat amb la qual els líders paramilitars a la presó podien exercir damunt els seus propis homes, a més a més de ser un cop propagandístic. La imminent retirada de l'Special Category Status va causar un deteriorament de les relacions entre els presos i els funcionaris de presons, i a començament del 1976, els líders de l'IRA a la presó van enviar una carta a la direcció de l'IRA on se li demanava que comencés a assassinar funcionaris de presons, assegurant "que estem preparats per morir pel nostre estatus polític. Aquells que van triar de retirar-nos-el, han d'estar totalment preparats per pagar el mateix preu" Fora de la presó, l'IRA va respondre tirotejant el funcionari de presons Patrick Dillon l'abril de 1976, el primer dels dinou funcionaris de presons que serien assassinats durant els cinc anys de la protesta. El 14 de setembre de 1976, el nouvingut pres convicte Kieran Nugent va començar la blanket protest, en la qual els presos de l'IRA i de l'INLA refusaven de vestir l'uniforme de la presó, i altrament anaven despullats o vestits únicament amb mantes de la presó.

## La protesta de la brutícia
Al març de 1978 alguns presos es van negar a sortir de les seves cel·les per dutxar-se o fer servir el bany a causa dels atacs dels funcionaris de presons, i se'ls va proporcionar piques a les seves cel·les. Els presoners van demanar dutxes instal·lades a les seves cel·les, i com que aquesta sol·licitud va ser rebutjada es van negar a utilitzar les piques de les seves cel·les. A finals d'abril de 1978 es va produir una baralla entre un reclús i un funcionari de presons en el Bloc H-6 de la Presó de Maze. El presoner va ser incomunicat, i es van difondre notícies que el presoner havia estat colpejat brutalment. En resposta a això, els presos van trencar els mobles de les seves cel·les, i les autoritats penitenciàries van respondre retirant la resta del mobiliari de les cel·les deixant els presos a les cel·les amb només mantes i matalassos. Els presoners van respondre negant-se a sortir de les seves cel·les, i com a resultat d'això, els funcionaris de presons no van ser capaços de netejar-les. Això va donar lloc a la protesta de la brutícia, un grau més respecte a l'anterior protesta de la manta, i com que els presos no podien buidar els seus orinals, van recórrer a tacar d'excrements les parets de les seves cel·les. Pat McGeown descriu les condicions dins de la presó en una entrevista de 1985:
 Hi va haver moments en què volies vomitar. Hi va haver moments en què estaves tan cansat que només jeies durant dies i no feies res amb els cucs arrossegant-se per damunt teu. La pluja entrava per la finestra i tu jeies allà amb els cucs per tot arreu
Les autoritats de la presó van intentar mantenir netes les cel·les, trencant la finestra de la cel·la i fumigant amb desinfectants, a continuació, traient temporalment els presos i enviant funcionaris amb vestits de cautxú i mànegues de vapor per netejar les parets. Però, tan aviat com els presoners van ser retornats a les seves cel·les tornaven a començar la protesta. A mitjans de 1978 hi havia entre 250 i 300 presos que protestaven, i la protesta va cridar l'atenció de mitjans de tot el món. Tomàs O Fiaich, l'arquebisbe catòlic d'Armagh, va visitar la presó el 31 de juliol de 1978 i va condemnar les condicions que s'hi donaven:
Després d'haver passat el dia complet del diumenge a la presó, jo estava sorprès per les condicions inhumanes existents en els Blocs-H, tres, quatre i cinc, on més de 300 presoners romanen empresonats. Difícilment es podria permetre a un animal romandre en aquestes condicions, per no parlar d'un ésser humà. El més semblant al que he vist va ser l'espectacle de centenars de persones sense llar que viuen a les canonades de clavegueram als barris pobres de Calcuta. La pudor i la brutícia en algunes de les cel·les, amb les restes de menjar podrit i excrements humans escampats per les parets era gairebé insuportable. En dues d'elles no he pogut parlar per por a vomitar.
Malgrat les condicions, O Fiaich va dir que la moral dels presoners va ser alta:
En parlar amb ells [va escriure], és evident que la seva intenció és de continuar la seva protesta indefinidament i sembla que prefereixen fer front a la mort abans de sotmetre's a ser classificats com a criminals. Qualsevol persona que tingui el menor coneixement de la història d'Irlanda sap fins a quin punt aquesta actitud està en el passat del nostre país. En l'aïllament i l'avorriment perpetu, mantenen la seva salut mental a través de l'estudi de l'irlandès. Era un indici del triomf de l'esperit humà sobre les condicions materials adverses adonar-se que paraules irlandeses, frases i cançons, eren dites d'una cel·la a una altra, i després posades per escrit a cada paret de la cel·la amb les restes de tubs de pasta de dents.
La protesta va continuar sense cap signe de compromís del govern britànic, i cap a finals de 1979 nou de cada deu nous presos que arriben triaven unir-se a la protesta. El gener de 1980 els presos van emetre una declaració, que seria coneguda com les "Cinc Demandes":
- Dret a no fer servir un uniforme de la presó;
- Dret a no fer el treball penitenciari;
- Dret de lliure associació amb altres presos, i organitzar activitats educatives i recreatives;
- Dret a una visita, una carta i un paquet per setmana;
- La restauració completa de la remissió perduda a través de la protesta.[13]

Al febrer de 1980, Mairead Farrell i més de trenta preses a la presó de dones d'Armagh es van unir a la protesta bruta després d'una sèrie de disputes amb el director de la presó incloses les denúncies que havien estat objecte de maltractaments per part de funcionaris de presons. No es va dur a terme una protesta de la manta com les dones recluses a Irlanda del Nord, donat que tenien dret a portar la seva pròpia roba, però la protesta de la brutícia incloïa escampar la sang menstrual en les parets de les cel·les.
El juny de 1980 el govern britànic va veure reforçada la seva posició quan la Comissió Europea dels Drets Humans va rebutjar el cas de quatre presos, incloent-hi Kieran Nugent, que les condicions dins de la presó eren "inhumanes". La decisió de la Comissió va ser que les condicions eren autoinfligides i "dissenyades per mobilitzar simpaties pels objectius polítics [dels presos]".

## Vaga de fam
El 27 d'octubre del 1980, els membres de l'IRA Brendan Hughes, Tommy McKearney, Raymond McCartney, Tom McFeeley, Sean McKenna, Leo Green, i el membre de l'INLA John Nixon, van començar una vaga de fam per tal que se'ls restaurés l'estatus polític als presos paramilitars, d'acord amb allò que es deia a les "Cinc Demandes". Després de cinquanta-tres dies de vaga de fam, amb MkKenna entrant i sortint de l'estat de coma i a les portes de la mort, va semblar que el govern britànic acceptava l'essencial de les peticions contingudes en les Cinc Demandes, i així quedava recollit en un document de trenta pàgines. Amb el document de camí cap a Belfast, Hughes va prendre la decisió de salvar la vida de McKenna i la vaga fa finalitzar després de 53 dies, el 18 de desembre.
El gener de 1981 ja es veia clar que no s'havien concedit les demandes dels presos. El 4 de febrer, els presos van emetre un comunicat on es deia que el govern britànic havia fracassat en el seu intent de resoldre la crisi, i declaraven la seva intenció de "fer vaga de fam un altre cop". La vaga de fam del 1981 a Irlanda del Nord va començar l'1 de març quan Bobby Sands va refusar d'alimentar-se, i la protesta de la brutícia va començar un altre cop l'endemà. Quan la vaga de fam va acabar el 3 d'octubre, deu homes, incloent-hi el mateix Sands, havien mort com a conseqüència d'aquesta protesta. Dos dies més tard, el nouvingut Secretari d'Estat per a Irlanda del Nord, James Prior, anunciava un nombre de canvis en la política penitenciària, incloent-hi el dret dels presos paramilitars a vestir la seva pròpia roba a tota hora.